# Celso Niehues
Celso Niehues (Braço do Norte, 25 de abril de 1934 — Braço do Norte, 26 de setembro de 2000) foi um empresário brasileiro.

## Vida
Filho de Conrado Niehues e de Berta Locks Niehues, casou com Janice de Oliveira Sousa, filha de Pedro de Oliveira Sousa.
Sepultado no Cemitério Municipal de Braço do Norte.

## Carreira
Adquiriu a Indústria de Bebidas Água da Serra de seu sogro, Pedro de Oliveira Sousa.